# McIlhennys Vieraugenbeutelratte
McIlhennys Vieraugenbeutelratte (Philander mcilhennyi) ist eine Beutelsäugerart aus der Familie der Beutelratten (Didelphidae). Sie kommt im westlichen brasilianischen Amazonasbecken südlich des Amazonas und in der angrenzenden Tieflandregion Perus vor. Die Art wurde im Jahr 1972 beschrieben und nach John S. McIlhenny (1909–1997) benannt, einem Mäzen, der die biologische Erforschung der Neotropis durch die Louisiana State University unterstützte und auch die Expedition mit finanziert hat bei der die neue Beutelrattenart entdeckt wurde.

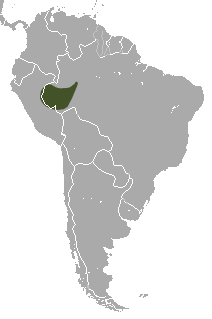
Das Verbreitungsgebiet von McIlhennys Vieraugenbeutelratte

## Beschreibung
McIlhennys Vieraugenbeutelratte erreicht eine Kopfrumpflänge von 28,7 bis 30,7 cm, hat einen 26,5 bis 37,7 cm langen Schwanz und kann ein Gewicht von 400 bis 640 g erreichen. Die Hinterfußlänge liegt bei 41 bis 50 mm und die Ohren sind 35 bis 42 mm lang. Das Rückenfell von McIlhennys Vieraugenbeutelratte ist schwärzlich und wird aufgrund von weißen Haarspitzen zu den Seiten hin etwas grauer. Neben den normalen Fellhaaren finden sich auf dem Rücken und an der Schwanzbasis auch längere, bis 1,8 cm lange, borstige Haare. Der Kopf hat die gleiche Farbe wie der Rücken und zeigt oberhalb der Augen die charakteristischen und für die Gattung namensgebenden hellen Flecken. Die Bauchhaare sind schwarz mit grauen Basen und einer silbrigweißen Spitze. Am Kinn und an der Brust befinden sich bei einigen Exemplaren helle Flecke. Beine und Füße sind schwärzlich. Der Schwanz ist zu etwa einem Viertel bis einem Fünftel behaart. Der unbehaarte Abschnitt ist schwärzlich und wird zum Ende hin heller. McIlhennys Vieraugenbeutelratte ist die Vieraugenbeutelrattenart mit dem dunkelsten und längsten Fell. Weibchen haben einen vollständig ausgebildeten Beutel. Die Anzahl der Zitzen ist unbekannt. Der Karyotyp besteht aus einem Chromosomensatz von 2n=22 Chromosomen (FN=29).

## Lebensweise
McIlhennys Vieraugenbeutelratte kommt in ungestörten Terra-Firme-Wäldern, also den Wäldern außerhalb der Überschwemmungsgebiete der Flüsse, in Sekundärwäldern und Trockenwäldern vor. Bei einer Magenuntersuchung eines Weibchens aus Peru fand man die Überreste von Fröschen, Käfern und Ameisen. Wahrscheinlich vermehren sich die Tiere das ganze Jahr über aber mit einem Schwerpunkt in der Regenzeit. Pro Wurf werden vier bis sieben Jungtiere geboren.

## Gefährdung
Wegen ihrer weiten Verbreitung, ihrer Häufigkeit und des Vorkommens in verschiedenen Schutzgebieten gilt McIlhennys Vieraugenbeutelratte als ungefährdet.

## Belege
1. ↑  Robert S. Voss, Juan F. Díaz-Nieto and Sharon A. Jansa. 2018. A Revision of Philander (Marsupialia: Didelphidae), Part 1: P. quica, P. canus, and A New Species from Amazonia. American Museum Novitates. Number 3891; 1–70. DOI: 10.1206/3891.1
2. 1 2  Gardner, A.L. & Patton, J.L. 1972. New species of Philander (Marsupialia: Didelphidae) and Mimon (Chiroptera: Phyllostomidae) from Peru. Occasional Papers of the Museum of Zoology of Louisiana State University 43: 1–12. PDF
3. 1 2 3  Diego Astúa: Family Didelphidae (Opossums). Seite 485 – 486 in Don E. Wilson, Russell A. Mittermeier: Handbook of the Mammals of the World – Volume 5. Monotremes and Marsupials. Lynx Editions, 2015, ISBN 978-84-96553-99-6
4. ↑  Philander mcilhennyi in der Roten Liste gefährdeter Arten der IUCN 2015. Eingestellt von: Costa, L.P., Astua de Moraes, D., Brito, D. & Cáceres, N., 2015. Abgerufen am 17. März 2018.